# Rue Auguste-Lançon
La rue Auguste-Lançon  est une voie du 13e arrondissement de Paris située dans le quartier de la Maison-Blanche.

## Situation et accès
La rue Auguste-Lançon est desservie à proximité par la ligne 3a du tramway d'Île-de-France.

## Origine du nom
Elle porte le nom du peintre, dessinateur et aquafortiste Auguste Lançon (1836-1885).

## Historique
La voie est ouverte par la ville de Paris en 1886 et prend sa dénomination actuelle le 26 décembre 1893.
Elle est à l'origine essentiellement industrielle, accueillant en particulier aux numéros 34, 38 et 53 le siège et les usines des "Établissements Chaise & Cie", fabricants de moteurs industriels et automobiles fondés en 1921 par Maurice Chaise et qui compteront en 1936 jusqu'à 500 employés. Fils d'un menuisier dans l'Yonne, Maurice Chaise (1881-1958) débute à 13 ans comme apprenti tourneur mécanicien avant de devenir contremaître, chef d'atelier, directeur de fabrication puis de créer son entreprise. Il est nommé chevalier de la Légion d'Honneur en 1930. En 1940, les numéros 34, 38 et 53 sont occupés par l'Omnium Métallurgique et Industriel.
Dans l'après-guerre, elle fit l'objet d'un réaménagement avec la disparition des sites industriels remplacés par des immeubles d'habitation, majoritairement à caractère social construits entre 1955 et 1970